# Flux-Detektor-Folie

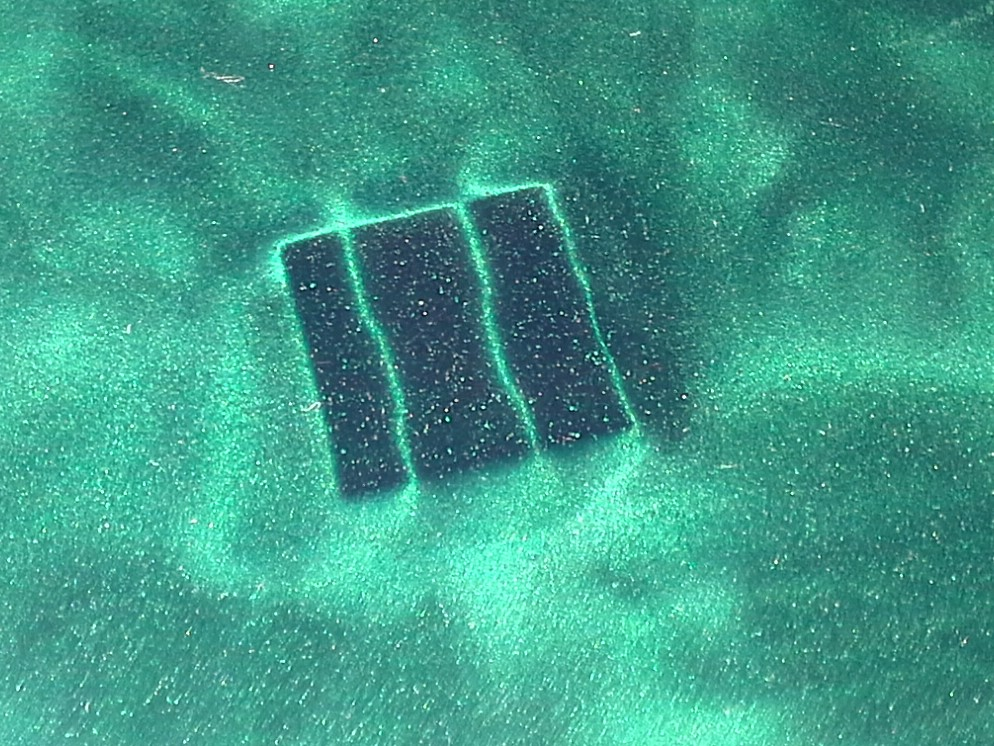
Flux-Detektor-Folie auf einem kleinen Kühlschrankmagneten

Flux-Detektor-Folie (von lateinisch fluxus „Fluss, Fließen“) ist eine spezielle Folie mit eingeschlossenen Eisen- oder Nickelteilchen, welche magnetischen Fluss „detektiert“ und damit sichtbar macht.
Die Folie ist flexibel, so dass die Folie um ein Magnetsystem gewickelt werden kann.

## Anwendungen
- Polzahl pro Zentimeter bei Magneten bestimmen
- Polarisierung von Magneten bestimmen/dokumentieren
- „unsichtbare“ Informationen (z. B. Geocaching) sichtbar machen